# Dezember 1981
Portal Geschichte | Portal Biografien | Aktuelle Ereignisse | Jahreskalender | Tagesartikel

◄ |
19. Jahrhundert |
20. Jahrhundert
| 21. Jahrhundert

◄ |
1950er |
1960er |
1970er |
1980er
| 1990er | 2000er | 2010er | ►

◄ |
1977 |
1978 |
1979 |
1980 |
1981
| 1982 | 1983 | 1984 | 1985 | ►

◄ |
September 1981 |
Oktober 1981 |
November 1981 |
Dezember 1981 |
Januar 1982 |
Februar 1982 |
März 1982 |
►
Dieser Artikel behandelt aktuelle Nachrichten und Ereignisse im Dezember 1981.

## Tagesgeschehen

### Sonntag, 6. Dezember 1981
- Fukuoka/Japan: Der Australier Robert de Castella stellt einen neuen Weltrekord im Marathon auf. Beim Fukuoka-Marathon absolviert er die 42,195 km in 2 Stunden 8 Minuten 18 Sekunden und unterbietet damit Derek Claytons Bestmarke aus dem Jahr 1969 um 15 Sekunden.[1]

### Montag, 7. Dezember 1981
- Hamburg/Deutschland: Die Zeitschrift Der Spiegel zitiert Bundeskanzler Helmut Schmidt (SPD) mit den Worten: „Es war ein Fehler, so viele Ausländer ins Land zu holen. Aber jetzt müssen wir aufpassen, dass wir nicht die Ausländer diesen Fehler entgelten lassen.“ Schmidt referiert damit v. a. auf Gastarbeiter. Seine Regierung empfahl den Ländern am 2. Dezember u. a., den Nachzug von Ehepartnern nach Deutschland nur noch zuzulassen, wenn sich der hier ansässige Ehepartner seit mehr als acht Jahren im Land aufhält und das Paar seit mindestens einem Jahr verehelicht ist.[2]

### Freitag, 11. Dezember 1981
- Buenos Aires/Argentinien: Der De-facto-Präsident von Argentinien Generalleutnant Roberto Eduardo Viola verkündet seinen Rückzug von der Spitze des argentinischen Militärregimes und gibt als Grund seine schlechte gesundheitliche Verfassung an. Viola setzte sich für mehr Demokratie ein und zog damit Widerstand aus den eigenen Reihen auf sich, auch die wirtschaftliche Lage des Landes besserte sich nicht. An seine Stelle tritt interimsweise der Vize-Admiral Carlos Alberto Lacoste.[3]
- New York/Vereinigte Staaten: Der Sicherheitsrat der Vereinten Nationen (UN) schlägt der UN-Generalversammlung vor, dass der peruanische Professor für Völkerrecht und ehemalige UN-Mitarbeiter Javier Pérez de Cuéllar den österreichischen UN-Generalsekretär Kurt Waldheim nach Ablauf von dessen Amtszeit am 31. Dezember ablöst. Zuvor legte China sein Veto gegen eine dritte Amtszeit von Kurt Waldheim ein, die Vereinigten Staaten legten ihr Veto gegen den Kandidaten Salim Ahmed Salim aus Tansania und die Sowjetunion legte ihr Veto gegen den pakistanstämmigen Franzosen Sadruddin Aga Khan ein.[4]

### Sonntag, 13. Dezember 1981

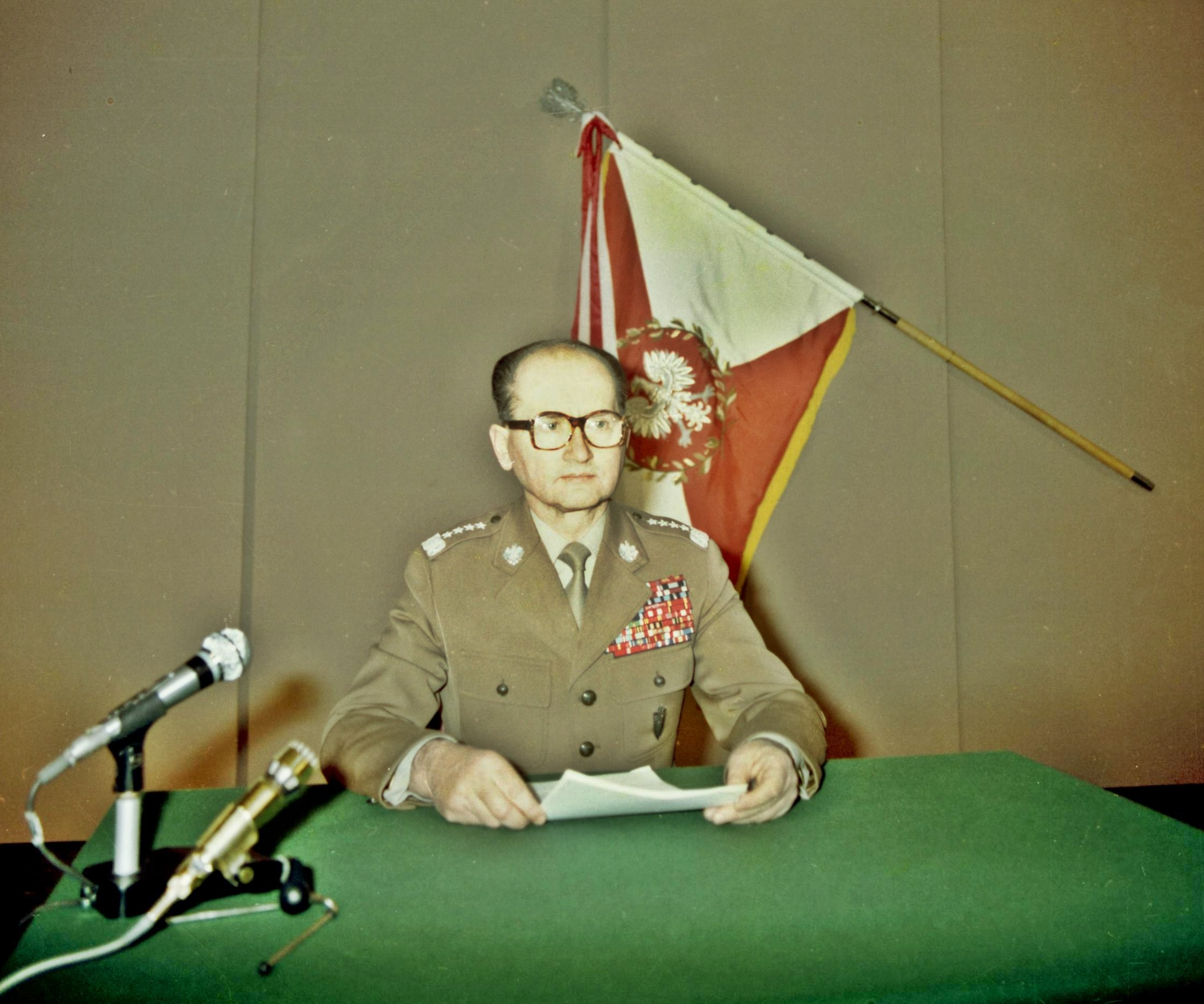
Wojciech Jaruzelski

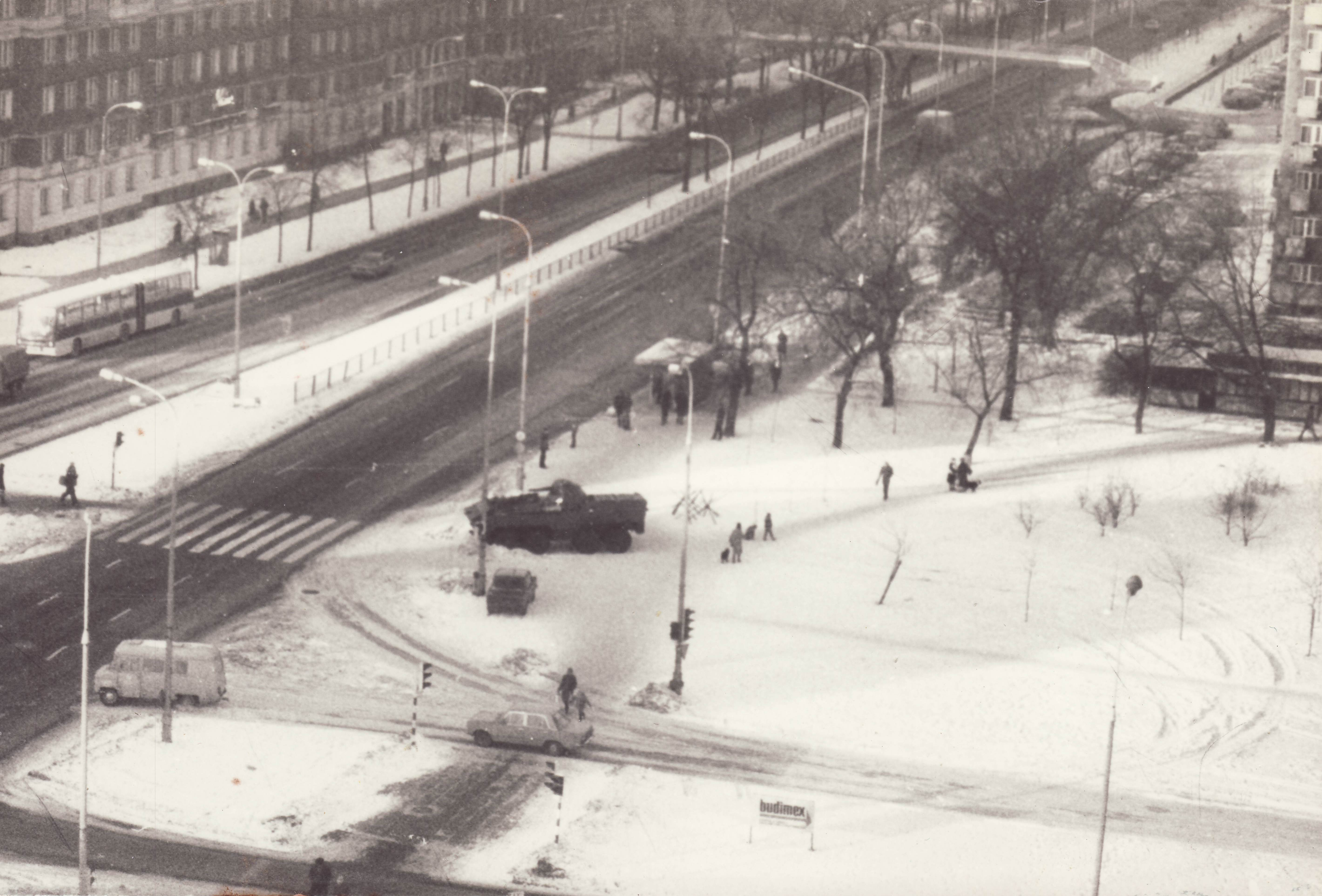
13. Dezember: In Polen gilt ab heute Kriegsrecht

- Lanke/Deutschland, Warschau/Polen: Polens Ministerpräsident Wojciech Jaruzelski, zugleich Vorsitzender der Arbeiterpartei sowie des „Militärrats der nationalen Rettung“, ruft das Kriegsrecht aus, um die Aktivitäten der freiheitlichen Bürgerbewegung mit Zentrum in Gdańsk um jeden Preis zu beenden; die Gewerkschaft Solidarność wird verboten. Auf seiner DDR-Reise äußert sich dazu der deutsche Bundeskanzler Helmut Schmidt: „Herr Honecker ist genauso bestürzt gewesen wie ich, dass dies nun notwendig war.“ In den Medien der Bundesrepublik Deutschland wird bezweifelt, dass De-facto-DDR-Staatsoberhaupt Erich Honecker (SED) nichts von den Plänen der polnischen Regierung wusste.[5]
- Tokio/Japan: Flamengo Rio de Janeiro aus Brasilien gewinnt das Spiel um den Fußball-Weltpokal für Vereinsmannschaften mit 3:0 gegen den Liverpool FC aus dem Vereinigten Königreich.[6]

### Montag, 14. Dezember 1981

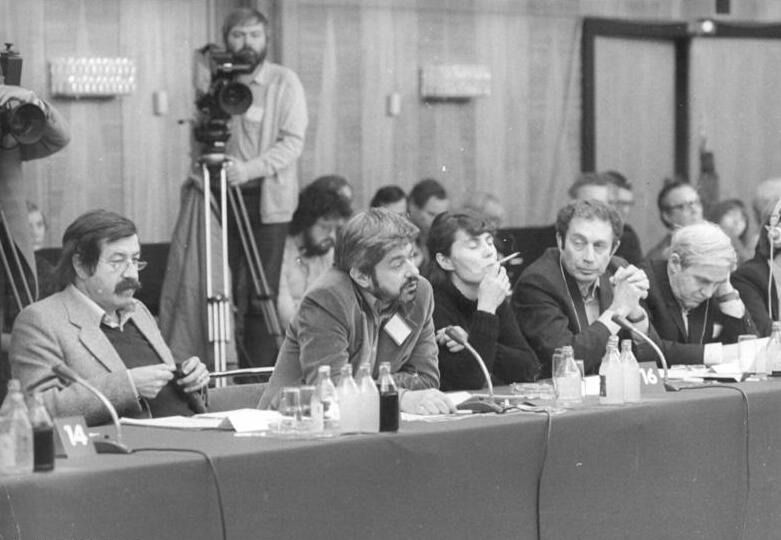
„Berliner Begegnung zur Friedensförderung“, im Bild Günter Grass, Jurek Becker u. a.

- Berlin/Deutschland: Die Tagung „Berliner Begegnung zur Friedensförderung“ in Ost-Berlin mit Künstlern aus dem In- und Ausland geht zu Ende. Auf Anregung des Schriftstellers Stephan Hermlin thematisierten die Teilnehmer die Bedrohung des Friedens in Europa. Der gestrige Auftakt fiel unerwartet mit dem Tag der Ausrufung des Kriegsrechts in Polen zusammen.[7]
- Jerusalem/Israel: Das Parlament weitet die israelische Rechtsprechung und Verwaltung per Gesetz auf die nordöstlich des Sees Genezareth gelegenen Golanhöhen aus, die es seit 1967 besetzt hält und deren territorialer Umfang im israelisch-syrischen Entflechtungsabkommen von 1974 festgelegt wurde.[8]
- Libreville/Gabun: Das scheindemokratisch „legitimierte“ Staatsoberhaupt Omar Bongo veranlasst die Schließung der staatlichen Universität. Am 5. Dezember traten die Studenten aus Unzufriedenheit über das Einparteiensystem in Gabun in den Streik. Der Direktor der Universität Nzoghe Nguema sitzt seit diesem Tag in Haft.[9]

### Dienstag, 15. Dezember 1981
- New York/Vereinigte Staaten: Auf Vorschlag des Sicherheitsrats der Vereinten Nationen (UN) ernennt die UN-Generalversammlung den Peruaner Javier Pérez de Cuéllar zum Nachfolger des österreichischen UN-Generalsekretärs Kurt Waldheim. Der Amtswechsel wird am 1. Januar 1982 erfolgen.[10]

### Donnerstag, 17. Dezember 1981

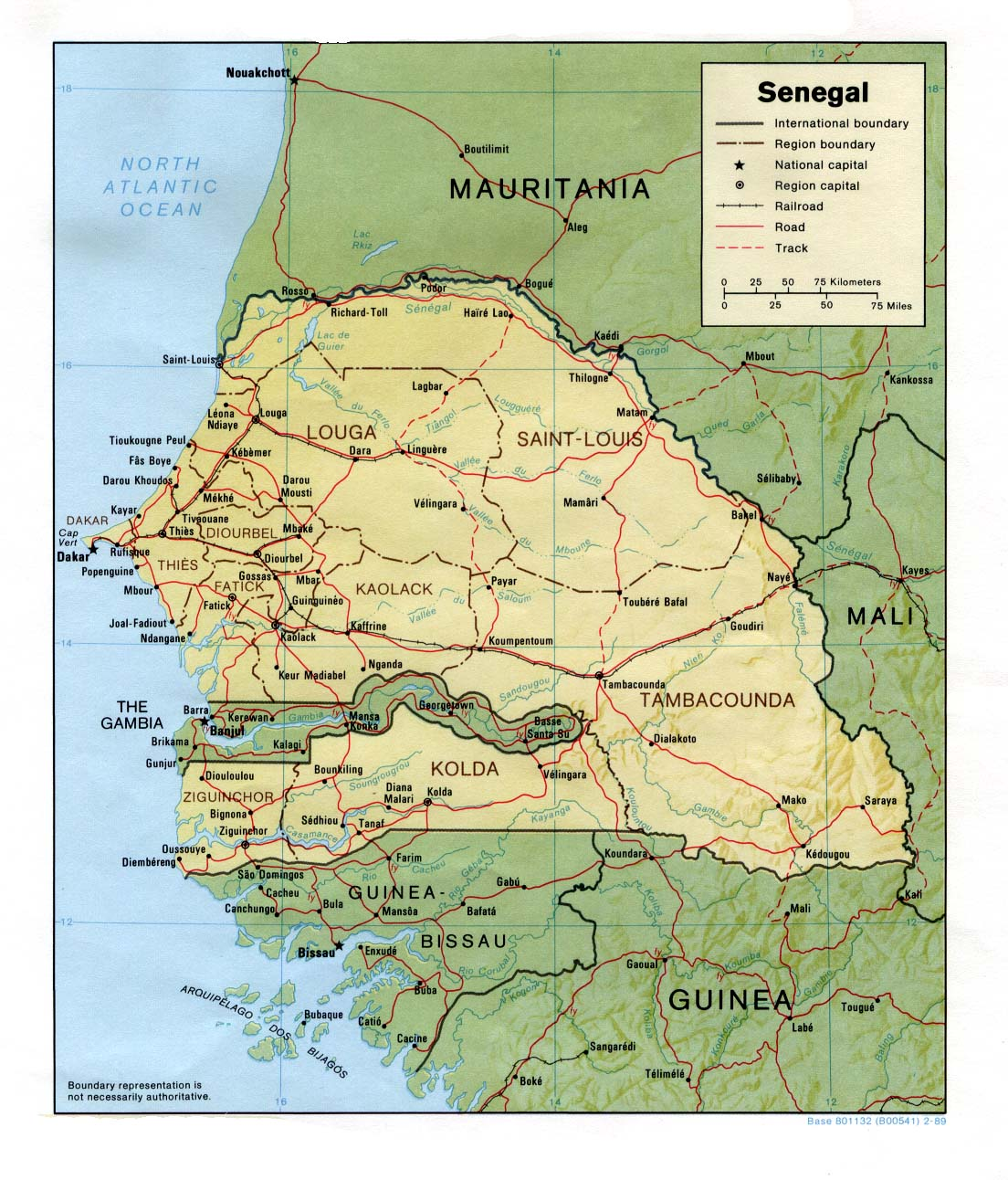
Die Fläche des Senegal „umschließt“ Gambia bis zum Atlantik

Gebiet der Golanhöhen zwischen Israel und Syrien

- Cottbus/Deutschland: Aus Sympathie mit der Bürgerrechtsbewegung in Polen und als Zeichen gegen deren Unterdrückung durch den „Militärrat der nationalen Rettung“ sowie gegen die Verwehrung freiheitlicher Bürgerrechte in der DDR treten 350 politische Häftlinge in den Hungerstreik.[11]
- Dakar/Senegal: Der senegalesische Präsident Abdou Diouf und sein gambischer Amtskollege Dawda Jawara unterzeichnen einen Vertrag zur Gründung der Konföderation Senegambia. Ab Februar 1982 sollen staatliche Aufgaben in den Bereichen Wirtschaft und Militär schrittweise zusammengeführt und eine gemeinsame Währung eingeführt werden. Die genauen Zeitpunkte der einzelnen Schritte liegen noch nicht fest.[12]
- New York/Vereinigte Staaten: Der Sicherheitsrat der Vereinten Nationen fordert Israel in seiner Resolution 497 auf, sich von den zu Syrien gehörenden Golanhöhen zurückzuziehen. Die israelische Annexion des Gebiets sei „ohne internationale rechtliche Wirkung“.[13]

### Samstag, 19. Dezember 1981
- Berlin/Deutschland: Der Ringbeschleuniger Bessy auf dem Gelände der Physikalisch-Technischen Bundesanstalt wird eingeweiht. Bessy besteht im Wesentlichen aus einem ringförmigen Vakuumgefäß, in dem hochenergetische UV-Licht-Teilchen durch Magnete auf einer geschlossenen Umlaufbahn gehalten werden.[14]

### Sonntag, 20. Dezember 1981
- Warschau/Polen: Das Militär weitet seine Aktionen gegen die Demokratiebewegung von Gdańsk auf das gesamte Land aus. Des Weiteren werden alle ausländischen Medienvertreter aufgefordert, die Volksrepublik zu verlassen. Die Telekommunikationswege von Polen ins westliche Ausland werden gekappt. Die Bevölkerung ist somit weitgehend auf sich allein gestellt.[15]

### Dienstag, 22. Dezember 1981
- Buenos Aires/Argentinien: General Leopoldo Galtieri tritt an die erste Stelle der argentinischen Militärregierung und ist als vereidigter Präsident von Argentinien neues Staatsoberhaupt des Landes. Die allgemeine wirtschaftliche Lage ist schlecht. Ein Minister räumte gegenüber der Zeitung La Nación ein, dass die Wirtschaft „kurz vor dem Zusammenbruch“ stehe.[16]

### Dienstag, 29. Dezember 1981
- Paris/Frankreich: Als Gewinner des Goldenen Balls – einem von Sportjournalisten ermittelten Preis für den besten Fußballer in Europa – wird der deutsche Spieler Karl-Heinz Rummenigge bekanntgegeben. Der Vorjahressieger ließ seine Landsmänner Paul Breitner auf Platz 2 und Bernd Schuster auf Platz 3 hinter sich.[17]

### Mittwoch, 30. Dezember 1981
- Mainz/Deutschland: Der TV-Sender ZDF strahlt erstmals den Fernseh-Jahresrückblick Album – Bilder eines Jahres aus. Karlheinz Rudolph kommentiert das Filmmaterial.[18]